# Andrea Accornero
Andrea Accornero (Torino, 6 settembre 1966) è un collezionista d'arte italiano.
Andrea Accornero ha iniziato a collezionare nel 1986. I suoi primi interessi collezionistici sono stati gli artisti attivi a Torino e nati negli anni Sessanta, dopodiché le sue scelte si sono aperte all'arte internazionale.

## Biografia
Andrea Accornero, è figlio di Guido Accornero (noto commercialista, bibliofilo, e storico collezionista d'arte). A venticinque anni si è laureato in Giurisprudenza e dal 1991 lavora in ambito legale. È sposato con Luisa Baima Bollone, da cui ha avuto due figli, Antonio Guido e Ida. Attualmente vive a Milano.

## Collezione

### Inizio della collezione (1986)
Andrea Accornero ha iniziato a collezionare nel 1986, con l'intento di proseguire la collezione e la tradizione familiare. Ma mentre le scelte del padre Guido erano molto legate all'Arte Povera, Andrea ha inaugurato e portato avanti un cammino anche verso le nuove tendenze dell'arte italiana ed internazionale. Con poche scelte in comune con il percorso familiare: una delle quali è l'interesse verso l'arte di Carol Rama.

### Primi obiettivi della collezione
I primi interessi collezionistici di Andrea Accornero sono stati i giovani artisti attivi a Torino e appartenenti alla sua stessa generazione, dunque gli artisti nati negli anni Sessanta. In particolare, gli artisti del gruppo “Medialista” e gli altri giovani
che, in quegli anni, esponevano nella galleria di Guido Carbone (noto gallerista torinese, morto nel 2006), in quella di Alberto Peola e nella galleria, oggi chiusa, di Matteo Remolino. 

### Sviluppi della collezione
Dopo i primi interessi verso la scena artistica torinese, le scelte collezionistiche di Guido Accornero si sono poi aperte all'arte internazionale. 
Attualmente nella sua collezione c'è tanta pittura, scultura, fotografia ed un fattore
comune: molti autori, oggi, rientrano nella fascia di età compresa tra i quarant'anni e i cinquant'anni. Mentre i suoi riferimenti galleristici del momento sono: in Italia, tra le altre, le gallerie di Franco Noero, Norma Mangione, Lia Rumma, la Galleria Continua e Monica De Cardenas, e all'estero, Isabella Bortolozzi, Jack Shainman, Casey Kaplan e Hollybush Garden.